# Românești (Botoșani)
Românești è un comune della Romania di 2 138 abitanti, ubicato nel distretto di Botoșani, nella regione storica della Moldavia.
Il comune è formato dall'unione di 4 villaggi: Dămideni, Românești, Românești-Vale, Sarata.